# Synagoge (Asmara)
Die Synagoge von Asmara befindet sich an der Haile-Mariam-Mammo-Straße in der eritreischen Hauptstadt Asmara. 
Die 1906 errichtete Synagoge bot 60 – nach anderen Quellen 150 – Sitzplätze und war in den 1950er Jahren noch das Zentrum einer jüdischen Gemeinde von etwa 500 Personen in Asmara. Sie verlor ihre religiöse Funktion, nachdem der letzte Rabbiner der jüdischen Gemeinschaft Eritrea zusammen mit fast allen noch im Land verbliebenen Gläubigen 1975 verlassen hatte.
Die Synagoge ist heute gelegentlich für Touristen geöffnet.